# محمد مجتهد شبستري
محمد مجتهد شبستري (مواليد 1934م) مدينة شبستر إيران، فيلسوف وفقيه، ومتكلم وأستاذ الإلهيات المقارنة والدراسات القرآنية؛ عمل أستاذا بكلية الإلهيات جامعة طهران في مجال الكلام المقارن وتأريخ الأديان وتأريخ العرفان؛ يعد مؤسسا للخطاب الهرمنيوطيقي في إيران، وقد تسببت آراءه في هذا المجال في الكثير من الجدل والمناقشات.

## نظريات
في عام 2007م نشر مقالة بعنوان: «هرمنوطيقا، التفسير الديني للعالم» في العدد السادس من مجلة «مدرسة» أكد فيها أن القرآن هو أيضا «كلام نبوي» صادر عن نبي الإسلام، فالقرآن هو نتاج الوحي وليس الوحي بعينه وإنه قراءة توحيدية للعالم «متأثرة» بالوحي؛ لا يزال هناك جدل ونقاش مستمر حتى الآن حول هذه النظرية منذ أن نُشرت المقالة.